# Bucsa (Ungarn)
Bucsa ist eine ungarische Gemeinde im Kreis Szeghalom im Komitat Békés.

## Geografische Lage
Bucsa liegt ungefähr 25 Kilometer nordwestlich der Stadt Szeghalom. Nachbargemeinden sind Karcag und Füzesgyarmat. Durch das Gemeindegebiet fließt der Hortobágy-Berettyó.

## Söhne und Töchter der Gemeinde
- Árpád Kóti (1934–2015), Schauspieler

## Gemeindepartnerschaften
- Chichiș, Rumänien
- Petreu, Rumänien

## Sehenswürdigkeiten
- Heimatmuseum (Helytörténeti Múzeum)
- Reformierte Kirche, erbaut 1926
- Römisch-katholische Kirche Jézus Szíve, erbaut Anfang des 20. Jahrhunderts
- Skulptur Olvasó lány, erschaffen 1971 von Sándor Hajdu
- Weltkriegsdenkmal (I. és II. világháborús hősök emlékműve)

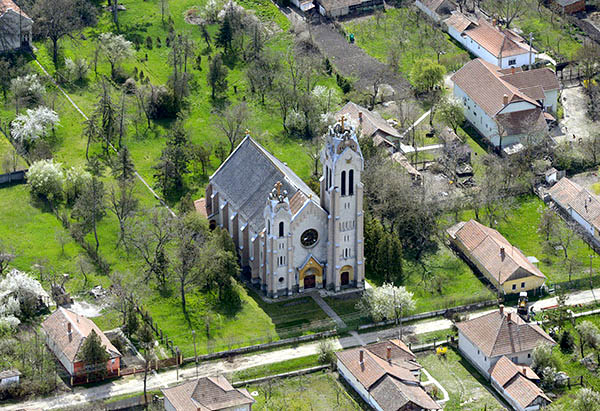
Röm-kath. Kirche Jézus Szíve

## Verkehr
Durch Bucsa verläuft die Landstraße Nr. 4206. Der nächstgelegene Bahnhof befindet sich in nordwestlich in Karcag.